# 清瀬義三郎則府
清瀬 義三郎則府（きよせ ぎさぶろう のりくら、1931年1月25日 - 2017年7月30日）は、日本の言語学者。ハワイ大学名誉教授。英語筆名はGisaburo N. Kiyose。

## 人物
アルタイ言語学・古代朝鮮語・女真語女真文字・満洲語の研究に従事。日本語に関する著作も多く、日本語とアルタイ諸語とで共通する膠着語的性格などを説く。また「日本語の動詞は活用しない」とする派生文法を提唱。音韻史の分野にも一家言があり、ハ行子音は平安朝までP-音であったとする。原日本語の8母音説を採り、各母音の音価を推定した。

## 来歴
1954年京都大学文学部言語学科卒業。大東文化大学・兼国士舘大学講師を務め、1964年より米国インディアナ大学で助手・講師・助教授を歴任。1973年にはインディアナ大学大学院ウラル・アルタイ学研究科博士課程を修了、Ph.D.（哲学博士）を受ける。その間、オハイオ州立大学・ミネソタ大学・ミシガン大学・ウィスコンシン大学、各夏学期兼任講師。1974年にカリフォルニア州立大学助教授に転じ、1979年にはハワイ大学に転じて大学院助教授・準教授・正教授を歴任。また、1989年から1991年まで京都大学招聘教授として来日。1994年、ハワイ大学名誉教授となる。爾後は帰朝して、姫路獨協大学教授ほか2001年まで大阪外国語大学講師など。

## 著書
- Fundamentals of Japanese (with Toyoaki Uehara), Bloomington: Indiana University Press, 1974.
- A Study of the Jurchen Language and Script: Reconstruction and Decipherment（女真館訳語の研究）, Kyoto: Horitsubunka-sha（法律文化社）, 1977.
- 『日本語文法新論・派生文法序説』桜楓社（おうふう）、1989年、2版 1993年。
- 『日本語学とアルタイ語学』/Japanese Linguistics and Altaic Linguistics, 明治書院、1991年.
- Japanese Grammar: A New Approach, Kyoto: Kyoto University Press（京都大学学術出版会）, 1995.
- 『満洲語文語入門』（河内良弘と共編著）京都大学学術出版会、2002年、2版 2005年、3版 2014年。
- 『日本語文法体系新論・派生文法の原理と動詞体系の歴史』ひつじ書房、2013年。
- Introduction to Literary Manchu, (with Yoshihiro Kawachi), Wiesbaden: Harrassowitz, forthcoming.